# Castello Orsini (Massa d'Albe)
Il castello Orsini si trova alle falde del monte Velino, nei pressi del borgo medievale di Albe Vecchia nel comune di Massa d'Albe (AQ).

## Storia

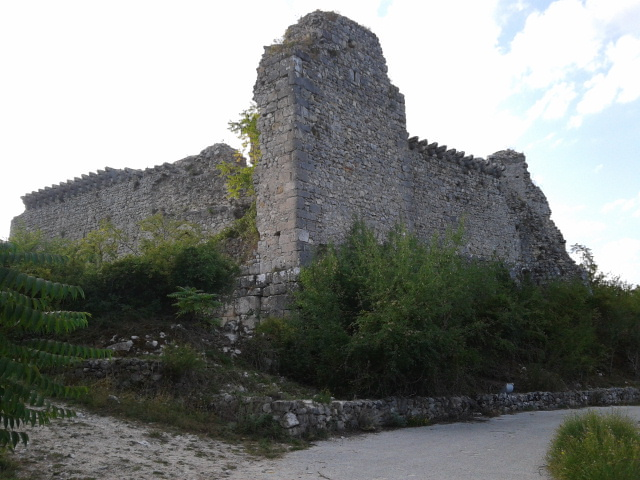
Resti delle mura di cinta del castello

Il castello sorge nei pressi dell'area archeologica caratterizzata dai resti dell'insediamento equicolo di Alba Fucens, colonia romana edificata dopo la seconda guerra sannitica del IV secolo a.C., e del successivo borgo medievale di Albe che fu capoluogo della contea albense, andato quasi totalmente distrutto a causa del terremoto della Marsica del 1915.
Strategicamente posizionato per il controllo dell'originario tracciato della via Tiburtina Valeria, il castello venne ricostruito dai signori di Albe per poi essere distrutto per ritorsione nel 1268 da Carlo I d'Angiò, vincitore della battaglia di Tagliacozzo, ed infine ricostruito dalla famiglia Orsini a partire dal 1372.
Durante la seconda guerra mondiale nel castello si stabilì il quartier generale nazista dello schieramento impegnato tra la linea Gustav e la linea Caesar.

## Architettura
Il castello ha pianta rettangolare. Della cinta muraria rimangono ancora tre lati, ad esclusione di quello est. Due torrioni circolari a scarpa si trovano agli angoli nord-est e sud-ovest, mentre all'angolo nord-ovest si trovano i resti di una torre quadrangolare. Il portale d'accesso è caratterizzato da un arco a sesto acuto, che farebbe risalire la costruzione della rocca al XIV secolo, sebbene l'aggiunta della scarpa esterna testimonia una ristrutturazione risalente al XV secolo.